# Beechcraft Super King Air
I Beechcraft Super King Air sono una famiglia di aerei biturboelica sviluppata dall'azienda aeronautica statunitense Beechcraft e destinata principalmente al mercato dell'aviazione commerciale. La gamma King Air comprende una serie di modelli che confluiscono in quattro distinte linee: la serie Model 90, la serie Model 100 (questi modelli comprendono la gamma King Air), la serie Model 200 e la serie Model 300. Gli ultimi due modelli vennero originariamente immessi sul mercato come famiglia "Super King Air", tuttavia l'appellativo "Super" venne eliminato nel 1996.
La gamma Super King Air è in produzione continua dal 1974, stabilendo il primato del più lungo periodo di produzione di modelli turboelica della sua classe, sopravvivendo a tutti i suoi precedenti concorrenti; dal 2009 l'unico altro modello appartenente della sua categoria è il Piaggio P180 Avanti. Al 2016, i B200GT, B200CGT e i più grandi B300 e B300C sono i modelli in produzione. Sono disponibili per la vendita anche versioni derivate per missioni speciali.
L'aereo di linea regionale Beechcraft 1900 fu sviluppato dal Model B200 King Air.

## Varianti
In ordine approssimativamente cronologico, varianti King Air Serie 200 e 300 e i relativi numeri di produzione sono i seguenti:
Model 200
identificazione del prototipo e della versione iniziale di produzione in serie, realizzata in 858 esemplari incluse le successive conversioni allo standard 200T; il primo prototipo fu convertito nel PD 290 jet aircraft e i primi tre esemplari di serie vennero consegnati allo United States Army con la designazione Model A100-1.
Model A200
prima versione appositamente sviluppata per le United States Armed Forces (US Army e United States Air Force), realizzata in 75 esemplari.
Model 200T
versione con serbatoi di carburante opzionali alle estremità alari, finestrini laterali a forma di cupola opzionali nella parte posteriore della fusoliera e parte ventrale modificata per consentire l'installazione di fotocamere per la fotogrammetria aerea. Prototipo ed esemplari seguenti furono conversioni da esemplari di Model 200 con numero di serie riassegnato; 23 esemplare consegnati.
Model A200C
seconda versione militare, destinata a U.S. Navy e United States Marine Corps, caratterizzata dal portellone cargo situato nella sezione LH della fusoliera posteriore, realizzata in 90 esemplari.
Model 200C
versione civile equivalente all'A200C, realizzata in 36 esemplari.
Model A200CT
terza versione militare, destinata a U.S. Army, caratterizzata dal portellone cargo e serbatoi di carburante alle estremità alari del Model 200T, realizzata in 93 esemplari.
Model 200CT
versione civile equivalente all'A200CT; una sola conversione realizzata da un Model 200C.
Model B200
ultima versione base di produzione, sviluppo del Model 200. Alla fine del 2009 gli esemplari costruiti risultavano 1 157 incluse le conversioni da alcuni Model B200T. 12 esemplari consegnati con la designazione Model 1300s. Gli ultimi esemplari vennero equipaggiati con avionica Pro Line 21.
Model B200C
versione del B200 equipaggiata con portellone cargo, acquistabile su ordinazione; a fine 2009 112 esemplari costruiti, di questi 47 destinati alla United States Air Force come C-12F. Gli ultimi esemplari vennero equipaggiati con avionica Pro Line 21. Un totale di altri 65 esemplari, dalle specifiche simili al B200C, vennero costruiti per le United States Armed Forces.
Model B200T
versione del B200 simile al Model 200T; conversioni ricavate dai Model B200 e reimmatricolate. 23 esemplari consegnati.
Model B200CT
versione del B200C dotato di serbatoi supplementari di combustibile alle estremità alari; tutti gli esemplari sono delle conversioni dai B200C già prodotti e reimmatricolati. Otto esemplari consegnati, alla Marina de Guerra del Perú (marina militare peruviana) e alla Heyl Ha'Avir (aeronautica militare israeliana). Altri due esemplari simili realizzati per la Heyl Ha'Avir sono privi di una designazione ufficiale.
Model B200 (commercializzato come King Air 250)
variante caratterizzata da nuove eliche Hartzell in materiale composito e pale "a scimitarra", alette d'estremità di nuova generazione e dispositivo Ram Air Recovery System; può operare da piste corte come il B200GT.
Model 300
commercializzato in due versioni, il Model 300 standard caratterizzato da un peso massimo al decollo (MTOW) incrementato a 6300 kg (14 000 lb) destinato al mercato nazionale e il Model 300LW con MTOW limitato a 5700 kg (12500 lb) per rispondere ai regolamenti aeronautici di diverse nazioni straniere; 247 esemplari costruiti inclusi 35 Model 300LW, due Model 300 modificati e altri 17 costruiti espressamente per la FAA per utilizzarli nella calibratura delle apparecchiature per la navigazione aerea (ATON o navaid).
Model B300  (commercializzato come King Air 350)
variante allungata caratterizzata da scompartimento con due finestrini in più per lato nella parte anteriore della fusoliera e alette sulle estremità alari; in produzione come King Air 350i e King Air 350iER. A fine 2009 risultavano 687 esemplari costruiti, inclusi 42 esemplari dall'incrementato raggio d'azione e identificati come 350ER. Gli ultimi esemplari vennero equipaggiati con avionica Pro Line 21.
Model B300C (commercializzato come King Air 350C)
versione del B300 dotata di portellone cargo; disponibile su ordinazione come 350iC e 350iCER. A fine 2009 risultavano 35 esemplari costruiti, incluso un esemplare destinato alle Forze aeree svizzere modificato per missione di sorveglianza aerea e cinque modificati prima della consegna con attacchi subalari e identificati come 350CER. Gli ultimi esemplari vennero equipaggiati con avionica Pro Line 21.
Model B200GT
versione migliorata del B200, al 2009 versione base di produzione per il mercato civile; A fine 2009 realizzata in 97 esemplari.
Model B200CGT
versione migliorata del B200C; acquistabile su ordinazione, al 2009 nessun esemplare costruito.
Model B300 (commercializzato come King Air 350i)
versione migliorata del B300 caratterizzata dall'aggiornamento degli interni, certificata nel dicembre 2009.
Model 1300 Commuter
B200 configurato come aereo di linea regionale, caratterizzato da cabina di pilotaggio per due membri dell'equipaggio più scompartimento passeggeri per 13 posti, dotato di due uscite di sicurezza overwing invece della singola prevista per i modelli standard e di uno scompartimento bagagli ventrale opzionale da 206 kg (455 lb) belly cargo pod; un compartimento bagagli situato nel naso venne ricavato dalla ricollocazione dell'avionica in altre parti del velivolo. Realizzato in 14 esemplari tra il 1989 e il 1990.

## Utilizzatori
Sono più di 6 600 gli esemplari della gamma King Air consegnati, gestiti da aziende private per gli spostamenti dei propri dipendenti, e in ambito commerciale, militare e per operazioni umanitarie in più di 94 paesi in tutto il mondo. Quasi il 53% dei modelli consegnati appartengono alla serie 200/300.

### Civili

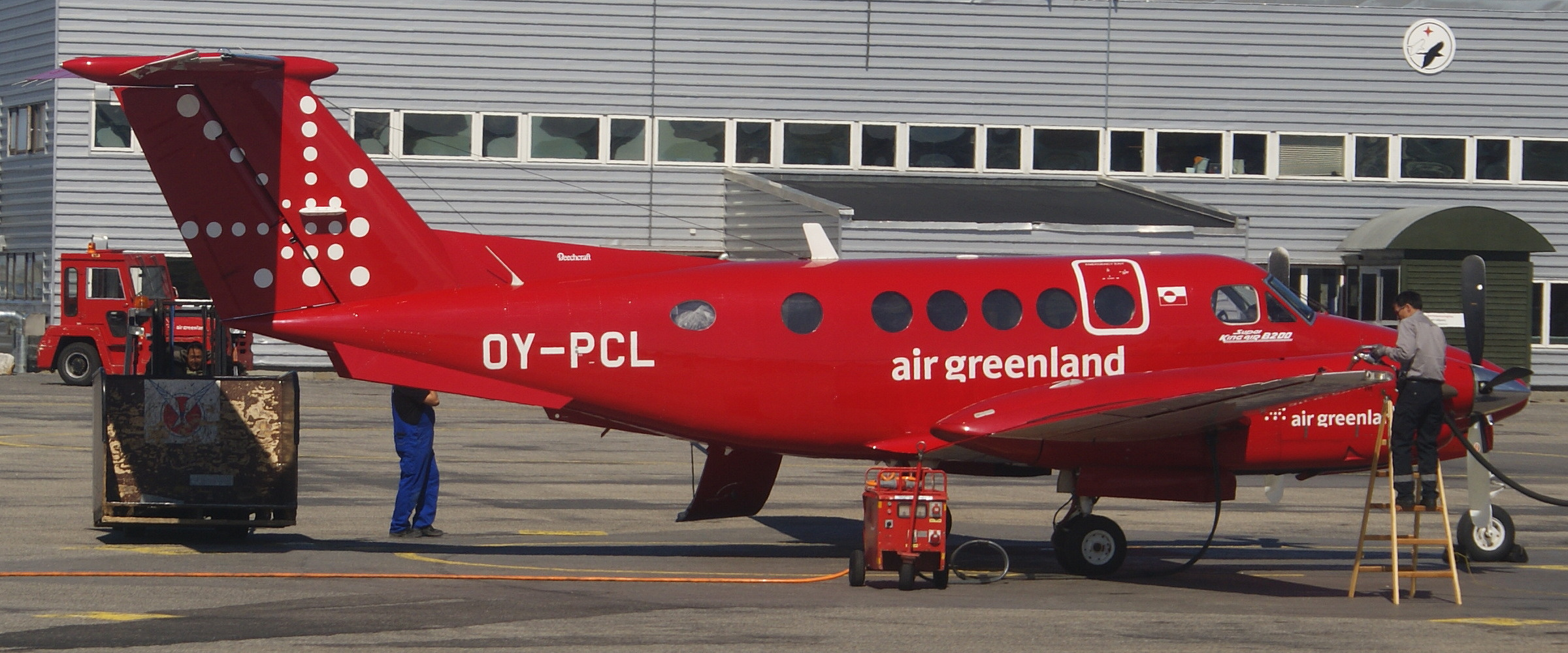
Il B200 King Air "Amaalik" della Air Greenland in sosta all'aeroporto di Nuuk, Groenlandia.

Il King Air è utilizzato da molte aziende e utenti privati, inoltre è soventemente impiegato come aereo da trasporto leggero e da collegamento da organizzazioni sia governative e che non governative. Nell'ambito dell'aviazione commerciale trova impiego nelle compagnie di aerotaxi e nelle compagnie aeree che lo utilizzano per voli charter.
 Canada
- CAE Aviation

3 B 350ER Vador ceduti in leasing all'Armée de l'Air et de l'Espace per essere impiegati nelle missioni di intelligence e di guerra elettronica.
- West Wind Aviation

 Paesi Bassi
- Zeusch Aviation

7 B200 e 1 C90 in servizio al luglio 2023.

### Governativi
Australia
- Queensland Police Service

5 turboelica B360 ordinati, con consegne completate entro il 2023.
- Royal Flying Doctor Service

30 B200C e 2 B300C in servizio all'agosto 2019.
 Costa Rica
- Servicio de Vigilancia Aérea - Fuerza Pública

1 B250 ordinato nel 2018.
 Estonia
- Estonian Border Guard

1 B300ER in servizio al dicembre 2019.
 Libia
- Libyan Arab Jamahiriya operatore Medavia Company

1 B200 in servizio come 5A-DUA
 Regno Unito
- Maritime and Coastguard Agency

2 B350 in servizio al luglio 2020.
 Stati Uniti
- California Department of Forestry and Fire Protection

2 B200 in servizio a tutto il 2021.
- NOAA

1 B350 CER consegnato nel maggio 2009, più un ulteriore B350 CER consegnato il 22 dicembre 2020. 1 B360CER consegnato il 31 gennaio 2024.
- United States Customs and Border Protection

29 King Air consegnati. 23 B 350i in servizio all'agosto 2020, più due B 350MEA ordinati.
 Turchia
- Orman Genel Müdürlüğü Havacılık

1 B350ER ordinato e consegnato il 22 aprile 2023.

### Militari
Algeria

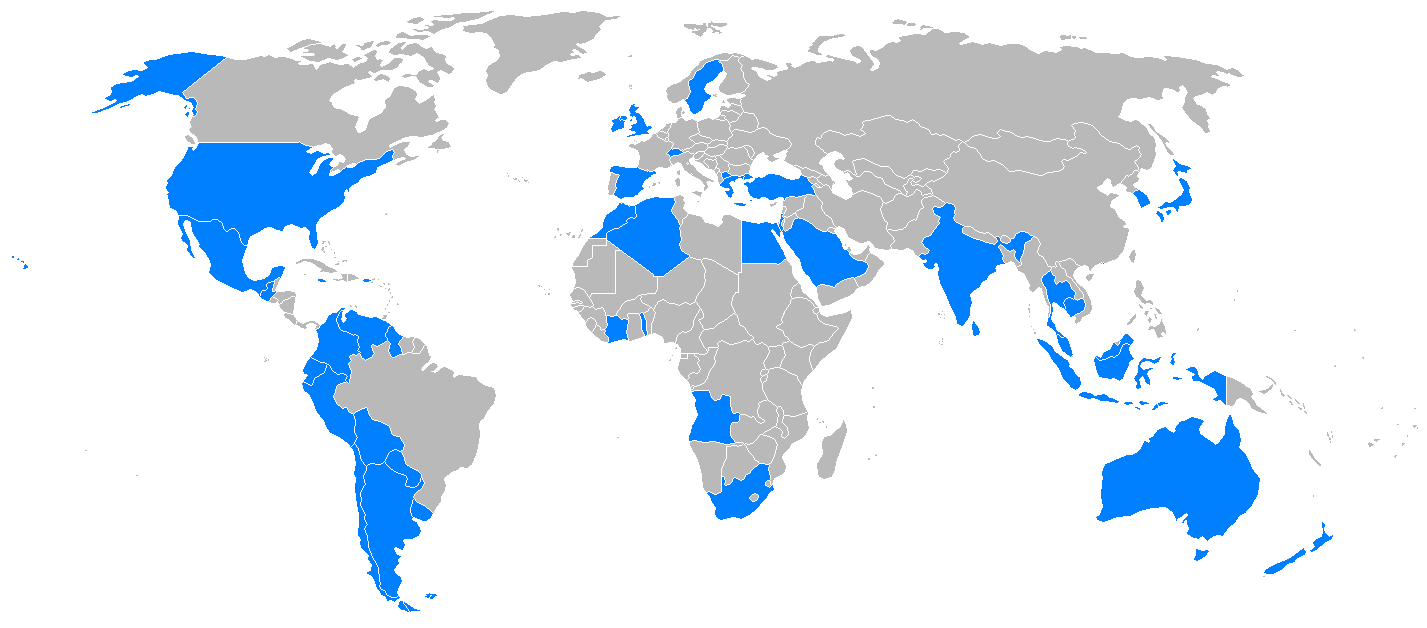
Le nazioni che operano con i Super King Air nelle loro forze aeree.

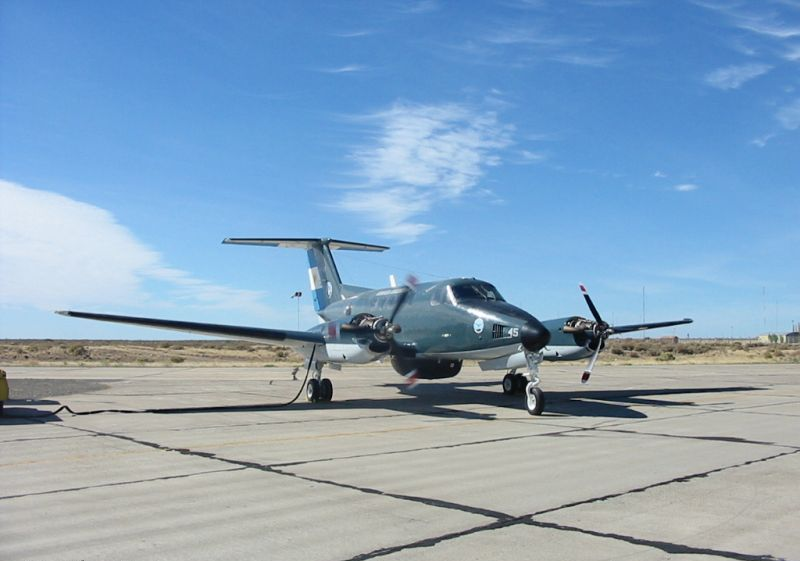
Il Cormoran della Aviación Naval argentina.

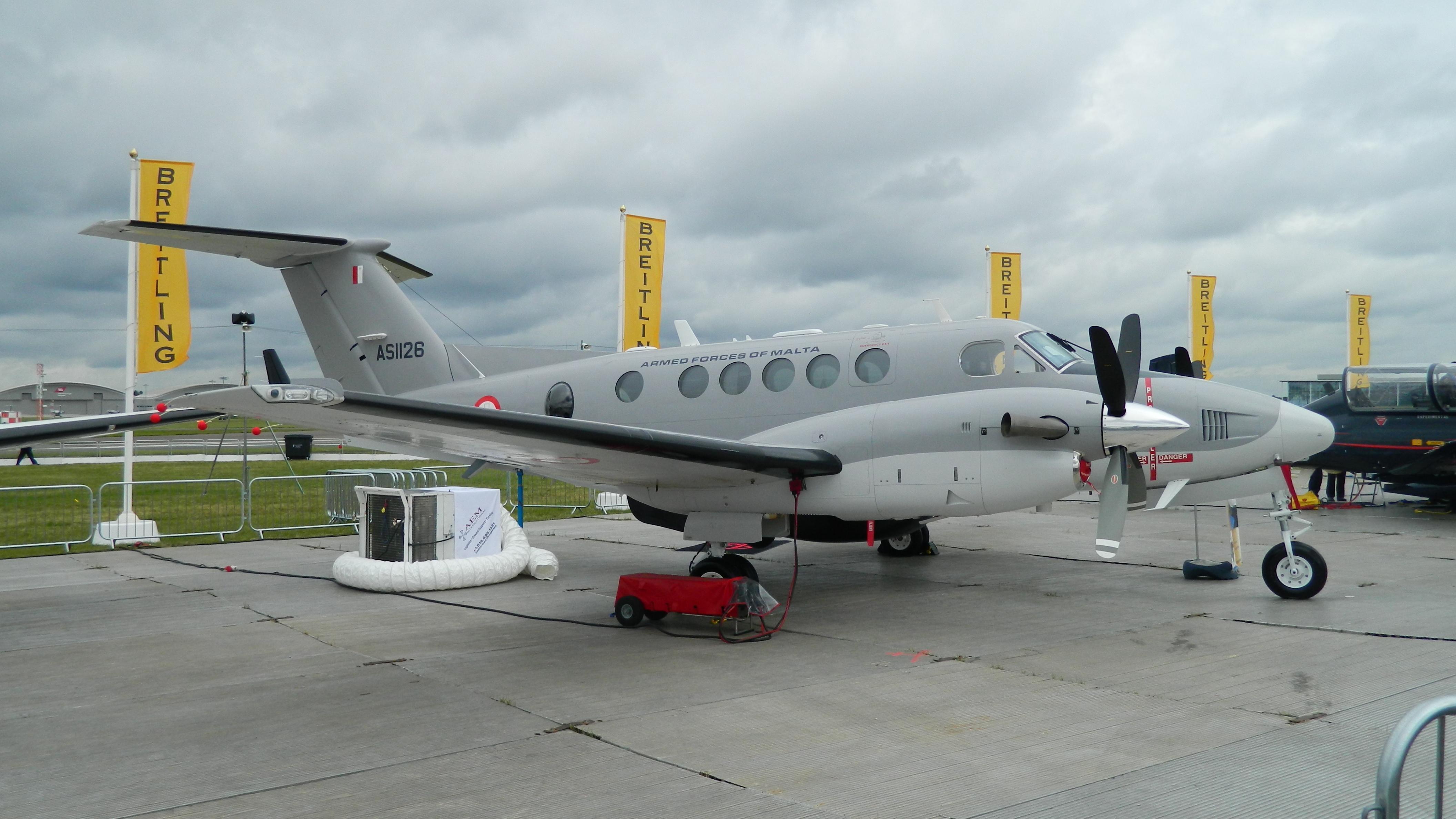
il B200 dell'Air Wing delle Armed Forces of Malta nel 2012.

- Al-Quwwat al-Jawwiyya al-Jaza'iriyya[42]

3 aerei utilizzati per il pattugliamento marittimo ed equipaggiati con il radar Leonardo T-200 Gabbiano e camere ad infrarossi Wescam MX-15i.
 Angola
- Força Aérea Nacional Angolana[44]

 Arabia Saudita
- Al-Quwwat al-Jawwiyya al-Sa'udiyya[45]

4 B350i, inizialmente senza apparati ISR, furono consegnati nel marzo del 2014.
 Argentina
- Armada de la República Argentina
  - Aviación Naval[42]
  - Prefectura Naval Argentina[47]

 Australia
- Royal Australian Air Force[48]
  - No. 32 Squadron
  - No. 38 Squadron

 Bahamas
- Royal Bahamas Defence Force[48]

 Bolivia
- Fuerza Aérea Boliviana[48]

 Botswana
- Botswana Defence Force Air Wing[49]

1 consegnato ed operativo al marzo 2017.
 Burkina Faso
- Force Aérienne de Burkina Faso

1 B200 consegnato ed in servizio al maggio 2018.
 Cambogia
- Kangtorp Akas Khemarak Phumin

operava con un Super King Air nel 2001.
 Camerun
- Armée de l'Air du Cameroun

1 B350i consegnato.
 Canada
- Royal Canadian Air Force

3 King Air 350ER (Extended Range) da ricognizione e sorveglianza ordinati a dicembre 2019, dotati di 3 torrette elettro-ottiche MX-15D, 3 MWS AN/AAR-47B(V), 3 dispenser per contromisure AN/ALE-47 e 3 ricetrasmettitori VORTEX Dual RF in banda Ku. Il primo esemplare è stato consegnato il 23 febbraio 2024, e gli è stata assegnata la designazione CE-145C Vigilance. Consegne completate a giugno 2024. 7 B260 ordinati il 27 gennaio 2025 che saranno adoperati dalla SkyAlyne, la società selezionata per il programma Future Aircrew Training (FAcT).
 Capo Verde
- Esquadrão Aéreo da Guarda Costeira de Cabo Verde

1 B360ER ordinato, con consegna prevista per il 2024.
 Colombia
- Fuerza Aérea Colombiana

9 King Air 300/350 in servizio al luglio 2018.
- Ejército Nacional de Colombia[64]

opera con 8 velivoli all'ottobre 2017.
- Armada de la República de Colombia[64]

2 B350 in organico, uno dei quali, un B350i è stato consegnato il 29 dicembre 2021.
 Corea del Sud
 Costa d'Avorio
- Force Aérienne de la Côte d'Ivoire

1 B200 ed 1 B350 consegnati, al gennaio 2019 risulta in organico il solo B350.
 Ecuador
- Fuerza Aérea Ecuatoriana

1 B350 consegnato ed in servizio al luglio 2019.
- Ejército Ecuatoriano
  - Brigada de Aviación del Ejército[70]

1 B200 in servizio al febbraio 2019.
- Armada del Ecuador[70]

2 B250 Catpass da pattugliamento acquistati nel 1997, 2 B350 acqustati tra il 1977 ed il 1981, tutti in servizio al maggio 2019.
 Egitto
- El Qūwāt El Gawīyä El Maṣrīya

3 B200 in servizio al giugno 2019.
 Emirati Arabi Uniti
- Al-Imarat al-'Arabiyya al-Muttahida

2 B350 consegnati e tutti in servizio all'ottobre 2019.
 Eritrea
- Eritrean Air Force[70]

1 B200 in servizio a tutto il dicembre 2018.
 Francia
- Armée de l'Air

3 B 350ER Vador presi in leasing da CAE Aviation, e destinati ad affiancare o sostituire i 2 C-160G Gabriel nelle missioni di intelligence e di guerra elettronica. Il primo esemplare è stato consegnato il 5 agosto 2020, il secondo il 2 dicembre 2020.
 Giamaica
- Jamaica Defence Force Air Wing

1 B350 MPA consegnato il 14 novembre 2018, ed in servizio all'ottobre 2020.
 Giappone
- Kōkū Jieitai[81]
- Rikujō Jieitai

opera a tutto il 2017 con 7 aerei (8 consegnati tra il 2008 e il 2012), in quanto uno è andato distrutto il 16 maggio 2017. Un ulteriore B350i da ricognizione sarà risulta ordinato al 25 febbraio 2021.
- Guardia costiera giapponese

17 B200 in servizio dal 1970 al 2011, più ulteriori 11 B350 ricevuti a partire dal 24 marzo 1999.
 Grecia
- Polemikí Aeroporía

2 B350ER ordinati.
- Ellinikós Stratós[88]

 Guatemala
- Fuerza Aérea Guatemalteca[89]

6 B90 e 2 B200 consegnati.
 Guyana
- Guyana Defence Force Air Corps

1 B350 King Air, sequestrato nell'agosto 2017 che, dopo un lungo iter giudiziario, è stato donato alla GDF e consegnato l'8 luglio 2023.
 Honduras
- Fuerza Aérea Hondureña[89]

1 B200 MPA consegnato ed in servizio  all'agosto 2021.
 India
- Border Security Force[93]
- Aviation Research Centre[senza fonte]

 Iraq
- Al-Quwwat al-Jawwiyya al-'Iraqiyya[94]

5 B350ER per missioni di intelligence, sorveglianza e ricognizione, più un B350ER da trasporto acquistati nel 2007.
 Israele
- Heyl Ha'Avir[94]

2 B200 consegnati.
 Italia
- Aeronautica militare

1 King Air 350ER per le operazioni SIGINT (ricognizione e sorveglianza elettronica) acquisito in leasing dall'americana L3 nel 2017.
 Kazakistan
- Forza di difesa aerea della Repubblica del Kazakistan

Il 23 dicembre 2020, la US Defense Security Cooperation Agency (DSCA) ha inviato una notifica al Congresso degli Stati Uniti dell'imminente vendita di due aerei da ricognizione e sorveglianza B 300ER ISR Scorpion al governo del Kazakistan.
 Kuwait
- Kuwait Air Force

4 B350ER da sorveglianza e ricognizione ordinati.
 Malaysia
- Tentera Udara Diraja Malaysia[103]

4 B200T-MP in servizio dal 1994, e ammodernati nel 2012-2014 imbarcando un nuovo radar RDR-1700, mentre già nel 2003 erano stati equipaggiati con radar di sorveglianza navale Thales Ocean Master. 2 B350 consegnati ed utilizzati come addestratori.
 Malta
- Armed Forces of Malta[107]

3 B200 consegnati.
 Marocco
- Forces royales air[109]

12 tra B100, B200, B300 e B350 consegnati.
- Marine royale

3 Super King Air 300ER di seconda mano costruiti nel 2016 che saranno convertiti come pattugliatori marittimi. Tra le dotazioni installate ci saranno vari sistemi forniti dall'italiana Leonardo, ovvero, il sistema ATOS (Airborne Tactical Observation and Surveillance), il radar AESA Seaspray 7500E, IFF, Link 11 e un sensore elettro-ottico EOST23.
 Messico
- Fuerza Aérea Mexicana

2 B350i da ricognizione, un B200 e un B350 da trasporto consegnati.
- Armada de México

1 B350 MPA e 3 B350 da trasporto in servizio all'aprile 2019.
 Nicaragua
- Forza aerea dell'Esercito nicaraguense

1 B200 e 1 C90 consegnati.
 Niger
- Armée de l'air du Niger

2 B350 consegnati.
 Nigeria
- Nigerian Air Force[119]

4 B350 per il trasporto VIP consegnati ed in servizio all'ottobre 2018. 2 B360ER ordinati a ottobre 2022, con il primo consegnato a novembre 2023 ed il secondo a maggio 2024.
 Nuova Zelanda
- Royal New Zealand Air Force[119]

4 B350 consegnati e tutti in servizio all'agosto 2020.
- - No. 42 Squadron RNZAF

 Pakistan
- Pakistani Fida'iyye[119]

4 B350 ISR più 1 B350 da utilizzare per l'addestramento degli equipaggi consegnati nel 2011-2013.
- Pakistan Army Aviation Corps[126]

5 B350 da trasporto più 2 B350 ISR da ricognizione consegnati a partire dal 2012. Un esemplare da ricognizione perso in un incidente a luglio 2019.
 Panama
- Servicio Nacional Aeronaval

1 Super King Air 350 consegnato a dicembre 2018, che avrà capacità di intelligence, sorveglianza e ricognizione, oltre a svolgere operazioni di ricerca e salvataggio. Un B250 da pattugliamento marittimo donato dagli Stati Uniti ed entrato in servizio il 17 ottobre 2022.
 Paraguay
- Fuerza Aérea Paraguaya one King Air 350 purchased in 1991 as a presidential transport.[130]

 Perù
- Fuerza Aérea del Perú

2 B360C ordinati, di cui uno a dicembre 2022 ed un secondo a settembre 2023. Primo esemplare consegnato ad inizio ottobre 2024 ed entrato in servizio alla fine dello stesso mese.
- Ejército del Perú

1 B350 consegnato nel 1997.
- Marina de Guerra del Perú

5 B200CT ricevuti negli anni ottanta, più 2 nuovi B360MPA-ER ordinati nel 2023.
 Regno Unito
- Royal Air Force[137]

5 Shadow R1 basati sul B350CER, che uniti a 2 aerei comprati di seconda mano più la conversione dell'esemplare da addestramento, hanno portato la flotta a 8 esemplari e tutti aggiornati alla nuova versione R2. Tutti e otto gli aerei saranno aggiornati con un sistema di protezione elettronica DAS (Defensive Aids System) di Leonardo, un sistema multi-funzione di allerta minacce Elix-IR di Thales, dal DIRCM (Directed Infra-Red Counter Measure) Miysis di Leonardo e da un sistema di lancio contromisure Vicon di Thales.
 4 B200 e 4 B350 utilizzati per l'addestramento.
- - 14 Squadron
  - 45 Squadron
- Royal Navy - Fleet Air Arm[141]
  - 750 Naval Air Squadron

 Spagna
- Guardia Civil

1 B350i di seconda mano ordinato nel 2017 ed in consegna entro la fine del 2020, utilizzato per sorveglianza e trasporto.
 Sri Lanka
- Aeronautica militare dello Sri Lanka[143]

1 B200 da trasporto leggero e 2 B200T da pattugliamento marittimo consegnati. Di questi, al febbraio 2022, resta in servizio la sola versione da trasporto, in quanto uno dei due pattugliatori è stato perso in un incidente nell'ottobre del 2007, mentre un altro è stato ritirato dal servizio nel 2018. 1 B350ER ex RAAF da pattugliamento marittimo ordinato il febbraio 2022, insieme ad un nuovissimo B360ER MPA donato dagli Stati Uniti.
 Stati Uniti
- United States Air Force[146]
- United States Army[147]
- United States Marine Corps[147]
- United States Navy[147]

10 B260 (che saranno denominati T-54A Multi Engine Training System- METS) ordinati il 25 gennaio 2023, con opzioni per un massimo di 64 velivoli. Primi due esemplari consegnati il 17 e il 18 aprile 2024.
 Sudafrica
- South African Air Force[150]
- 41 Squadron SAAF based at AFB Waterkloof[senza fonte]

 Sudan
- Al-Quwwat al-Jawwiyya al-Sudaniyya

1 B200 in servizio al luglio 2019.
 Svizzera
- Forze aeree svizzere[152]

1 B350C acquistato nel 1993.
 Thailandia
- Kongthap Akat Thai[154]

 Togo
- Force aérienne togolaise[154]

 Turchia
- Türk Kara Kuvvetleri[154]

 Uruguay
- Armada Nacional[155]

1 B200 da pattugliamento marittimo ed un B200 da trasporto in servizio al gennaio 2020. 1 B200T da pattugliamento marittimo, entrato in servizio agli inizi degli anni ottanta, è stato sottoposto ad un programma di aggiornamento nel 2018. L'aggiornamento comprende motori P&W PT6A-41 con eliche tripala Hartzell, finestrini ovali per l'osservazione, installazione di due radar, un AIS per l'identificazione delle navi, revisione della cellula, aggiornamento dei sistemi di comunicazione e di armamento.
 Venezuela
- Aviación Militar Venezolana

5 B200 ricevuti nel 1982-1983 e 10 nuovi B350, tutti in servizio al settembre 2018.
- Armada Bolivariana

2 tra Beechcraft C90 e B200 King Air in servizio al settembre 2018.
- Ejército Nacional de la República Bolivariana de Venezuela

2 B200 in servizio al settembre 2018.
 Yemen
- Al-Quwwat al-Jawwiyya al-Yamaniyya[159]

### Operatori passati
Cile
- Fuerza Aérea de Chile

Un esemplare passato al Direttorato per l'Aviazione Civile del Cile nel 2010.
 Hong Kong
- Royal Hong Kong Auxiliary Air Force[senza fonte]

 Irlanda
- Aer Chór na hÉireann[senza fonte]

 Svezia
- Svenska Flygvapnet[senza fonte]

### Riviste
- (EN) Craig Hoyle, World Air Forces Directory, in Flight International, Vol. 180, No. 5321, dicembre 13-19, 2011,  pp. 26-52.
- (EN) Craig Hoyle, World Air Forces Directory, in Flight International, Vol. 188, No. 5517, dicembre 8-14, 2015,  pp. 26-53.